# 科学忍者隊ガッチャマン (パチスロ)
科学忍者隊ガッチャマン（かがくにんじゃたいガッチャマン）は、タイヨーが2007年に発売した5号機のパチスロ機。保通協における型式名は「TAPS06」。 
「科学忍者隊ガッチャマン」とのタイアップ機で、2種類のBIGとレギュラーボーナス、ガッチャマンタイム（GT）と呼ばれるリプレイタイム、ガッチャマンゾーン（GZ）と呼ばれるアシストタイムがゲーム性を作っている。

## 概要
- BIGは赤7と青7の組み合わせで異なる性質を持つ。いずれも345枚を超える払い出しで終了する。
  - 赤7及び青7が3つのリールで揃った場合には終了後に500GのGTがつく。
  - 左リールが赤7の組み合わせの場合は150GのGTが付属する。
  - 左リールが青7の組み合わせの場合はGTは付属しない。
  - レギュラーボーナスはすべてGTは付属しない。
- これらのボーナスは出現する組み合わせに設定間格差がある。
  - 同色揃いのBIGは設定6の抽選確率が他の設定より優遇されているので頻発すれば設定6の期待が高くなる。
  - 赤7からの色違いBIGは高設定ほど出やすく、青7からの色違いBIGは低設定ほど出やすい。特に設定6の場合、青7色違いは1日の実戦で3回出るか出ないか程度の確率となっている。
- ボーナス中は全ての成立役が液晶上でナビされるので、1枚役ははずし、他の全ての役は揃えるのが効率よく枚数を獲得する方法となる。チェリーは赤の場合は赤7、青の場合は青7か黒□を遅めに枠内にねらう。

- ガッチャマンタイムは成立したチェリーがナビされるリプレイタイム(RT)で、「ガッチャマンを探せ」というタイトルで始まる。リプレイが揃った場合に約80パーセントで敵キャラが一人ずつ増え、チェリーやベルが成立すると敵キャラが吹っ飛ぶ（吹っ飛ばない場合もある）。ハズレでは吹っ飛ばない。敵キャラが10人揃うと「AT50」の表示が出て、終了後にガッチャマンゾーン（GZ）に突入する。終了条件は150Gか500Gのゲーム数消化、ボーナス成立（リールを止めるごとに「誰だ！誰だ！誰だ！」とコールされ、忍者隊が出てくるとボーナス）、1枚役が揃った場合で、1枚役が成立した場合には画面が赤く染まってDANGERの表示が出るので1枚役をはずすことでリプパンはずしが可能。成立した赤か青の2種類のチェリーとベルがナビされるためにコインが微増する。

- ガッチャマンゾーンは2種類のチェリーがナビされるアシストタイム(AT)。コイン持ちが良くなる程度のATであるが、毎ゲーム抽選されているパンク抽選に当選しない限りボーナス後も継続する。

- 通常時はベルク・カッツェとの対決に勝つか、ベルク・カッツェの繰り出すメカロボットを粉砕することでボーナス取得のチャンス状態となる（但し、この段階まで演出を見ると損失も大きく、REGであった場合当選から数えた純増枚数がマイナスになることすらあるので、演出を待たずにボーナス図柄を狙い続けるべきである）。また、通常時はチェリーがナビされなくなる。

- リール上の図柄の組み合わせによる「リーチ目」が存在せず、小役とボーナスの重複当選もなく、ボーナスの組み合わせが非常に多く、更に成立から確定告知までの演出が長いことから、特に告知発生まで目押しをしなかった場合に、ボーナス出現率が理論値よりも大幅に悪くなる。また、一旦打ち始めると基本的にどのタイミングでやめてもボーナス成立状態で捨ててしまう可能性があるため、GTの付かないボーナスの終了後（これは同時に、低設定である可能性が高いことも意味する）に1ゲームも回さずやめるのがベストタイミングとなる。

- 計算上のスペックは発売当時としては非常に高いものであり、これを根拠に支持する者もいるが、これは「成立したゲームでボーナスを揃える」という前提の数字なので、仮にすべてのゲームで毎回違う組み合わせのボーナスを目押しし続けたとしても、計算上の出玉率には遠く及ばない。

- またパチンコ店から見ても、最高設定の見極めが容易で低設定とわかれば稼働が止まってしまうため、早い段階で撤去する店が相次いた。さらにメーカーが台の注文を捌ききれず一部地域で納期遅延を起こし[1]、結果的にタイヨーの評判を落とすことになった。

## ゲーム機
- オンラインゲームサイト『777town.net』にてプレイが可能であったが、他のタイヨー製機種ともども2011年11月25日限りでサービスを終了した。
- またPlayStation 2用シミュレーションソフトが「パチスロキング」シリーズとしてバンダイナムコゲームスから発売されている。